# Geografski koordinatni sistem
Geográfski koordinátni sistém je dvorazsežni sferni koordinatni sistem, ki je poravnan z vrtilno osjo Zemlje. Določa dva kota, merjena od središča Zemlje, njegovega koordinatnega izhodišča. Prvi kot, imenovan zemljepisna širina (geografska širina), podaja kot med poljubno točko in ekvatorjem (ravnikom). Drugi kot, imenovan zemljepisna dolžina (geografska dolžina), pa podaja kot vzdolž ekvatorja od poljubne točke na Zemlji. V večjem delu sveta so za ničto zemljepisno dolžino sprejeli Greenwich v Angliji.
S pomočjo teh dveh kotov se lahko določi poljubno lego kraja na Zemlji. Baltimore v Marylandu, ZDA ima, na primer, zemljepisno širino 39,3 stopinj severno in zemljepisno dolžino 76,6 stopinj zahodno. Če se potegne vektor iz središča Zemlje v točko 39,3 severno od ekvatorja in 76,6 stopinj zahodno od Greenwicha, bo potekal skozi Baltimore.
Ekvator je očitno pomemben del tega koordinatnega sistema in predstavlja ničto točko za širinski kot in polovično točko med tečajema (poloma). Ekvator je osnovna ravnina za geografski koordinatni sistem. Takšna osnovna ravnina je določena v vseh sfernih koordinatnih sistemih.
Črte s konstantno zemljepisno širino se imenujejo vzporedniki (paralele). Vzporedniki predstavljajo krožnice na Zemeljski površini. Edini vzporednik, ki je veliki krog (glavni krog), je ekvator (zemljepisna širina = 0 stopinj). Črte s konstantno zemljepisno dolžino se imenujejo poldnevniki (meridijani). Poldnevnik, ki poteka skozi Greenwich, je greenwiški poldnevnik (glavni, ničelni poldnevnik) (zemljepisna dolžina = 0 stopinj). Z razliko od vzporednikov so vsi poldnevniki veliki krogi in tudi niso vzporedni med seboj. Sekajo se v Severnem in Južnem tečaju.
Poleg zemljepisne širine in dolžine spada h geografskemu koordinatnemu sistemu tudi nadmorska višina, ki skupaj s predhodnima koordinatama enolično določa poljubno lego kraja. Nadmorska višina se običajno meri od morske gladine in ne od središča Zemlje.